# Barleria observatrix
Barleria observatrix är en akantusväxtart som beskrevs av J. Bosser och H. Heine. Barleria observatrix ingår i släktet Barleria och familjen akantusväxter. Inga underarter finns listade i Catalogue of Life.